# Curvatubi

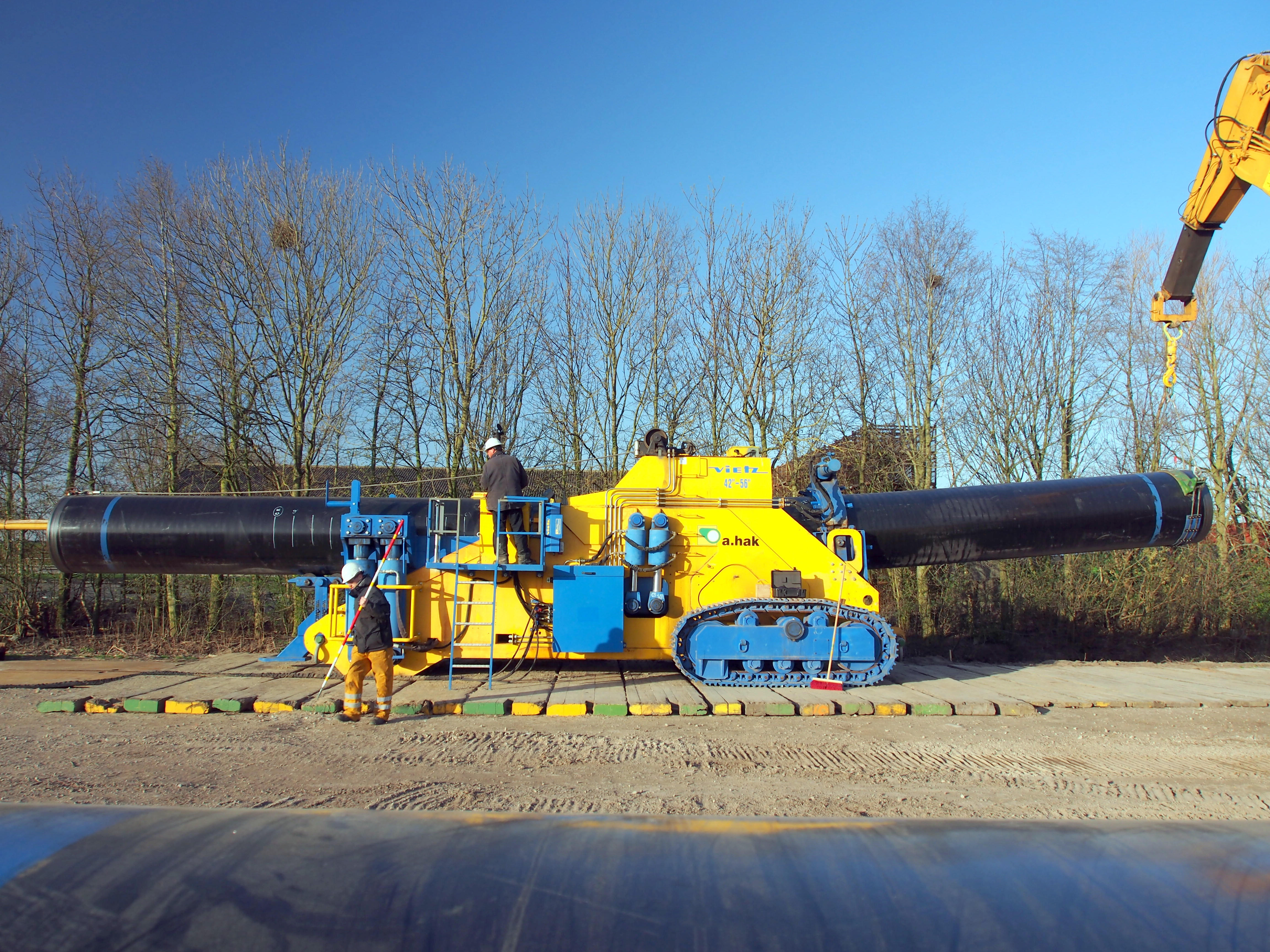
Esempio di macchina piegatubi

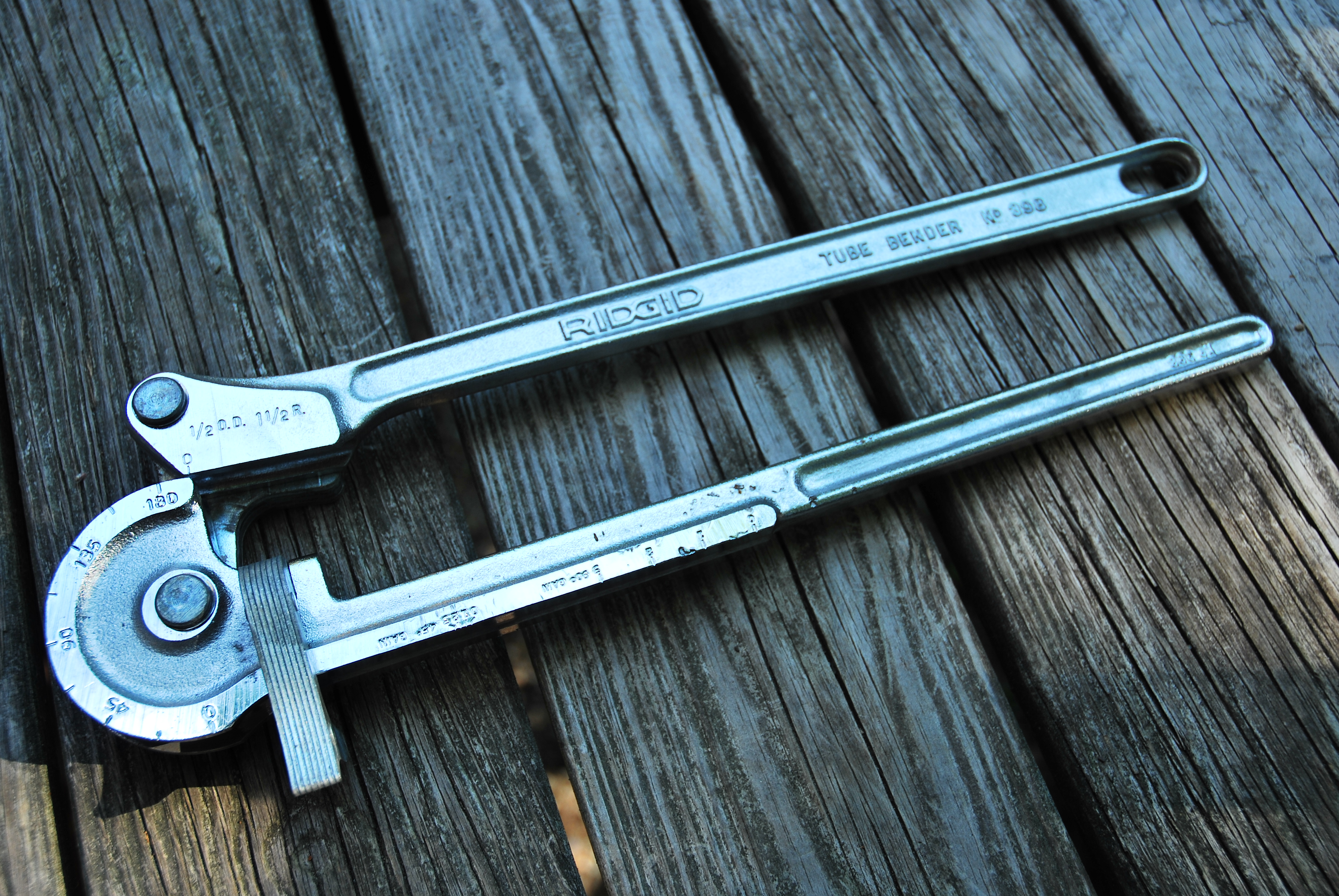
Curva tubi manuale per tubazioni

La curvatubi è un utensile/macchina utilizzato dai meccanici e idraulici, uno strumento più semplice è il piegatubi.

## Descrizione
Questa macchina è caratterizzata da tre o una ruota, di cui due fisse e la terza mobile o una sola ruota mobile, anche la piegatubi ha due ruote fisse, ma al posto della terza ruota ha uno stampo curvo.

## Funzionamento
La curvatubi ha le due ruote fisse che servono per far scorrere la barra o tubo in avanti e dietro o in un'unica direzione (a seconda del modello), mentre la terza tramite in azionamento a vite (azione manuale) o di altri tipo (azionamento automatico) viene fatta scorrere attraverso le due ruote fisse, in modo che il tubo mentre scorre in avanti e dietro inizia a flettersi in modo omogeneo lungo tutta la sua lunghezza o in una determinata sezione.
La piegatubi ha le due ruote fisse e lo stampo che scorre in avanti tra le due ruote e imprime la sua forma.

## Caratteristiche
La curvatubi riesce a imprimere una curvatura di qualsiasi tipo, mentre la piegatubi può imprimere una curva solo per un determinato tratto e determinata marcatura.